# Roberta Pinotti
Roberta Pinotti (Génova, 20 de mayo de 1961) es una política italiana. 

## Biografía
Nacida en Génova, Pinotti posee un grado en Literatura Moderna y es profesora de italiano en institutos. Empezó su carrera política a finales de los ochenta, como consejera del Partido Comunista italiano. Más tarde, se unió al Partido Democrático de la Izquierda, a Demócratas de Izquierda (en el que fue secretaria provincial entre 1999 y 2001) y al Partido Democrático. En su ciudad natal ha servido como consejera para educación, políticas de juventud y políticas sociales (1993-1997) y para instituciones educativas (1997-1999).
Fue elegida diputada en 2001, Pinotti fue Ministra de Defensa en el Gabinete en la sombra de Walter Veltroni entre mayo de 2008 y abril de 2009. En 2013 fue nombrada subsecretaria de estado (sottosegretario di stato) en el Ministerio de Defensa en el Gabinete de Letta, y, el 21 de febrero de 2014,  fue nombrada Ministro de Defensa en el gabinete de Matteo Renzi. 
Recibió el Premio de América de la Fundación Italiana de EE. UU. en 2014.
En octubre de 2014 visitó los Emiratos Árabes Unidos y conoció  al Subcomandante Supremo de las Fuerzas Armadas, el Príncipe Mohammed bin Zayed Al Nahyan para fortalecer las relaciones bilaterales con consideraciones de Defensa. En febrero de 2015 regresó a los Emiratos Árabes Unidos en ocasión de la Exposición de Industria de Defensa Internacional (IDEX), atendida por varias compañías italianas, y concedió otra vez con Mohammed bin Zayed Al Nahyan.
Recibió críticas en febrero de 2015 por las publicidades de reclutamiento de la armada, qué fueron escritas en inglés.
Más tarde insinuó que Italia estaba a punto para dirigir una fuerza de coalición para derrotar a ISIS en Libia, diciendo: “Hemos estado discutiendo durante meses, pero ahora una intervención es urgente”

### Vida personal
Pinotti está casada y tiene dos hijas.